# Malieus
Malieus (altgriechisch Μαλιεύς) war angeblich der Name einer antiken Stadt in Böotien.
Der Name wird einzig bei Stephanos von Byzanz genannt, danach leiteten die Malier ihren Namen von einer Stadt namens Malieus ab, die nach Malos benannt war.
Der Name geht auf einen Fehler bei Stephanos von Byzanz zurück, das ursprüngliche Lemma war wohl Μαλιεῖς· ἒθνος.